# Wahlbach (Haut-Rhin)
Wahlbach je francouzská obec v departementu Haut-Rhin v regionu Grand Est. V roce 2014 zde žilo 488 obyvatel.

## Poloha obce
Sousední obce jsou: Franken, Hausgauen, Heiwiller, Hundsbach, Obermorschwiller, Rantzwiller, Steinbrunn-le-Haut a Zaessingue.

## Vývoj počtu obyvatel
Počet obyvatel